# Karnin (bei Barth)
Karnin település Németországban, Mecklenburg-Elő-Pomeránia tartományban. Lakosainak száma 226 fő (2023. december 31.).

## Népesség
A település népességének változása:
| Lakosok száma | 202  | 215  | 211  | 216  | 226  |
|               | 2017 | 2019 | 2021 | 2022 | 2023 |